# Dobrzany (województwo dolnośląskie)
Dobrzany – wyludniona osada w Polsce położona w województwie dolnośląskim, w powiecie jaworskim, w gminie Wądroże Wielkie. Ostatnia mieszkanka wyprowadziła się w latach osiemdziesiątych XX w.
Znajdował się tu zajazd na trakcie kamiennym biegnącym z kierunku Mierczyc w kierunku Budziszowa Wielkiego. Budynki zajazdu zostały wyburzone na początku XIX w.
W czasach powojennych hodowano tu owce, które były wypasane na pastwiskach położonych na wschód od miejscowości.
Jako ostatni został wyburzony budynek powojennej owczarni. Obecnie nie istnieją już żadne zabudowania.
W latach 1975–1998 miejscowość administracyjnie należała do województwa legnickiego.